# ليجر (مشروب كحولي)

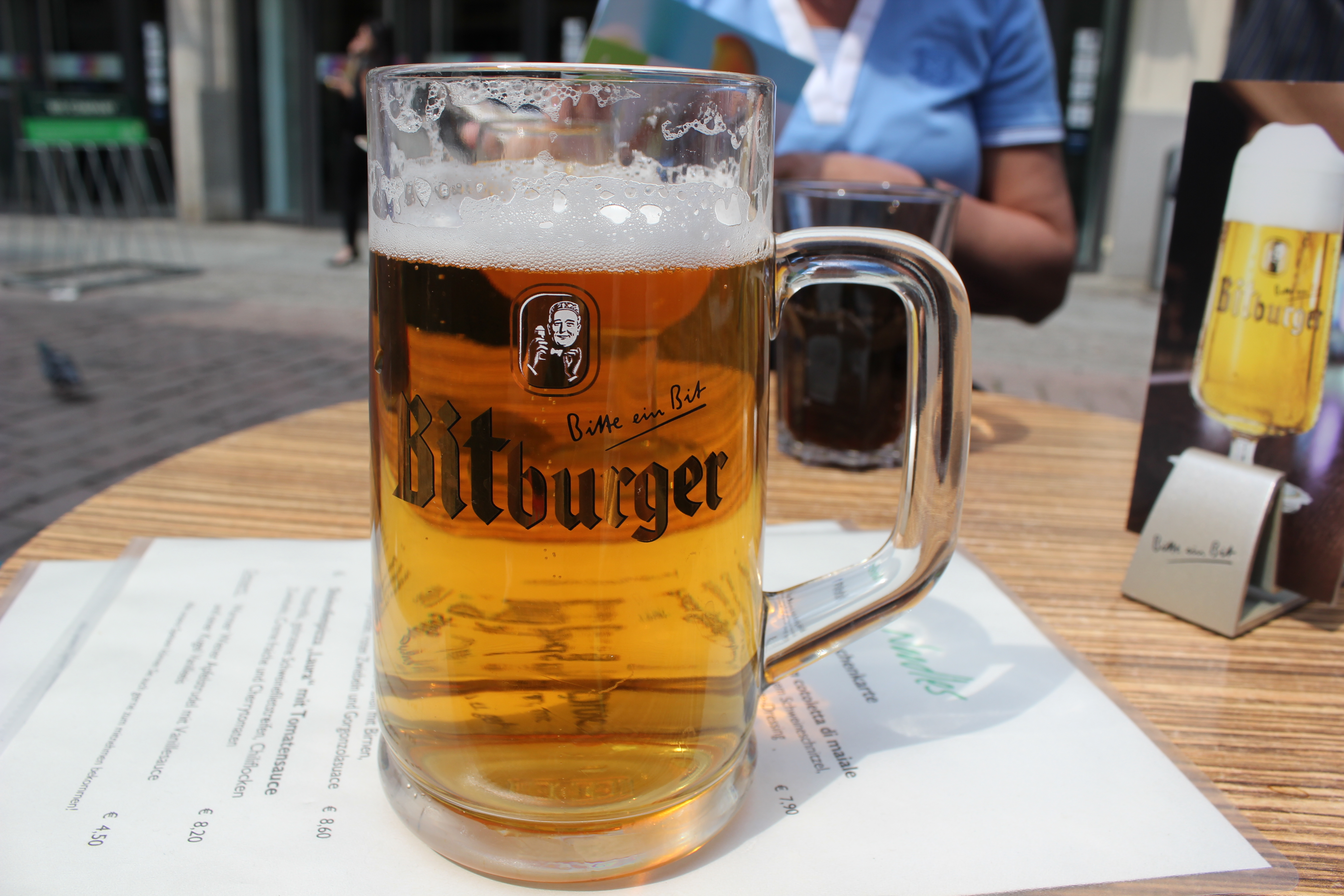
كوب من الجعة من بيتبورغر، مصنع جعة ألماني

الجعة أو ليجر هي نوع من البيرة في درجات حرارة منخفضة.  الجعة الداكنة هو النمط الأكثر استهلاكًا على نطاق واسع ومتوفر من البيرة. وتشمل العلامات التجارية المعروفة اركال بيلسنير، مولسون الكندية، ميلر، ستيلا ارتواز، لبيك، براهما ، بدويايزر بودفار، كورونا، سنو، تسينجتاو، سنغا، كيرين، كويلمس، هاينكن، الرفراف، كارلسبرغ، بيرا موريتي وTennents. 
بالإضافة إلى النضج في التثليج، تتميز معظم أجهزة الصقل أيضًا باستخدام خميرة Saccharomyces pastorianus، وهي خميرة «تخمير قاع» تخمر أيضًا في درجات حرارة باردة نسبيًا. من الممكن استخدام خميرة الجعة في عملية تخمير دافئة، مثل البيرة البخارية الأمريكية؛ في حين يتم تخمير الألمانية Altbier وKölsch بخميرة فطريات الخميرة عالية التخمير في درجة حرارة دافئة.  

## تاريخ الجعة

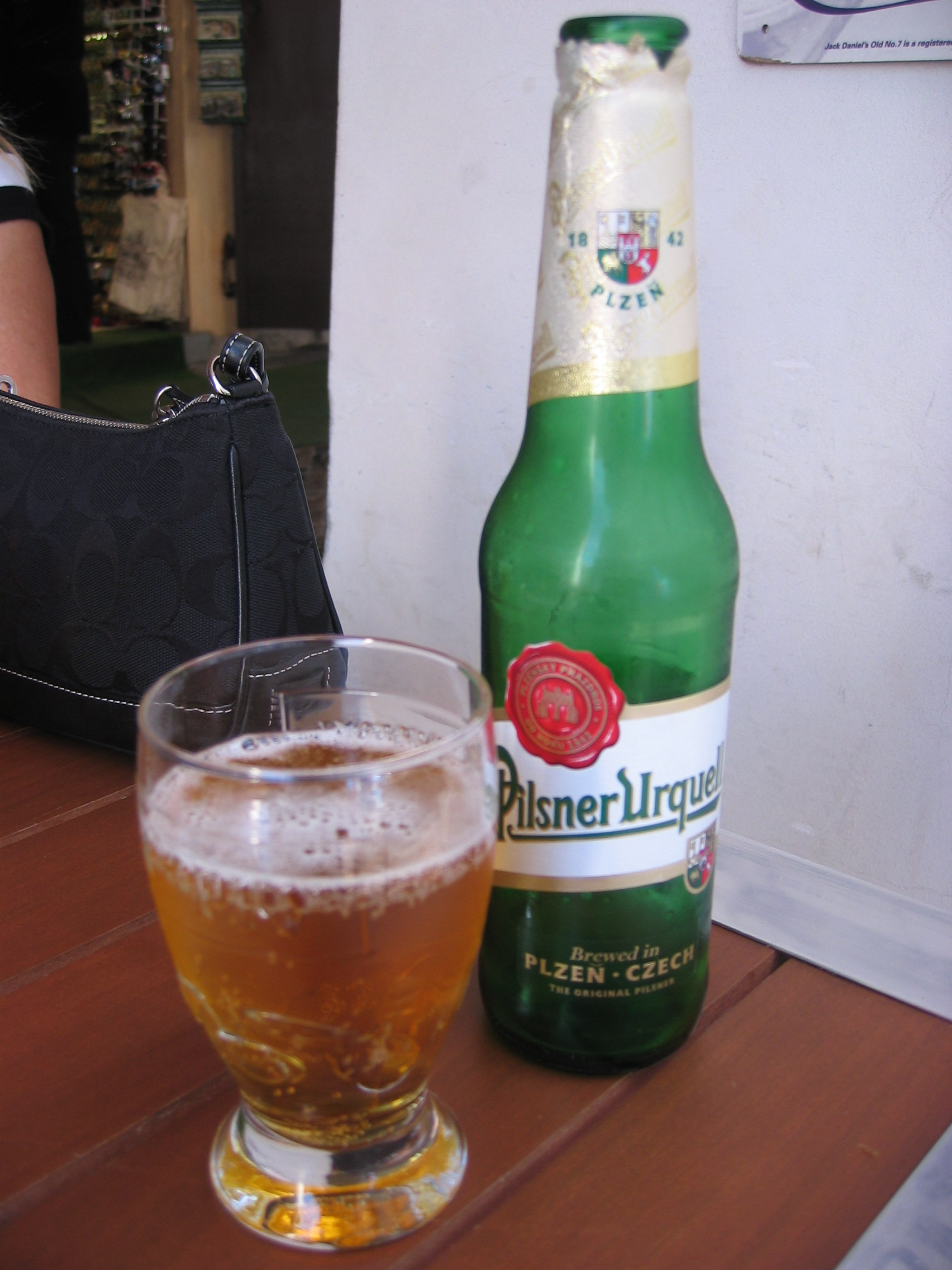
الجعة التشيكية

بناءً على عدد من مصانع الجعة، أصبح تخمير الجعة الشكل الرئيسي للتخمير في مملكة بوهيميا بين عامي 1860 و1870، كما هو موضح في الجدول التالي: 
| عام  | مجموع مصانع الجعة | الجعة | الجعة النسبة المئوية |
| ---- | ----------------- | ----- | -------------------- |
| 1860 | 416               | 135   | 32.5٪                |
| 1865 | 540               | 459   | 85.0٪                |
| 1870 | 849               | 831   | 97.9٪                |